# Hospodský orloj
Hospodský orloj U housliček je časoměrné umělecko-řemeslné mechanické zařízení visící od roku 2013 u stropu restaurace „U housliček“ na adrese K Padesátníku čp. 10 (v budově úřadu městské části) v Přední Kopanině v Praze. Je tvořeno hospodskými motivy. Orloj je zapsaný agenturou Dobrý den do České databanky rekordů jako nejoriginálnější a nejmenší orloj v Česku.

## Popis
Má podobu zavěšeného kruhového tácu, na němž stojí budova hospody s kostelní věží. Na věži jsou umístěny dva ciferníky, vytvořené z porcelánových pivních podtácků, a kohout popíjející pivo. Na orloji se objevují motivy jednohlavých karet německého typu. Česká databanka rekordů eviduje rozměry orloje 100 × 120 cm.
Jeden z ciferníků má hodinové ručičky jdoucí obvyklým směrem, druhý protisměrně. Čísla na ciferníku mají podobu čárek symbolizujících počet vypitých piv. Uprostřed ciferníku je oko dohlížející na dobrou náladu hostů restaurace a na míru hladiny piva v jejich půllitrech. U spodního ciferníku leží mince připravené pro desetníkový mariáš a současně tady stojí figury vyskytující se též na pražském Staroměstském orloji, tedy smrtka, Turek, obchodník a anděl. Všechny osoby navíc připíjejí pivem na zdraví. Nad ciferníkem se vznáší zvěrokruh.
Kolem budovy stojí šest postaviček, které mají vztah k hospodě. Je zde postava hospodského s viržínkem, který nese štamgastům piva. Dále je tu servírka v minisukni, držící talíře. Spolu s nimi je na orloji postava zemědělce s červeným nosem. Zemědělec drží v rukou půllitr piva a láhev rumu a sedí na sudu piva. Je zde také silák, jenž vzpírá činku, na jejímž koncích jsou místo závaží půllitry piva. K postavám na orloji patří též kuchař s kastrolem, v němž je hlava prasete. A poslední postavou je harmonikář, jemuž za pravým ramenem vykukuje opička.
Každou hodinu se orloj rozezní melodií z písně „Škoda lásky“. Následně se orloj roztočí, kohout na věži popíjí pivo, a když muzika dozní, kohout zakokrhá a produkce se zastaví.

## Historie
Orloj navrhl Martin Řeháček, postavy podle jeho kreseb vyřezal loutkář Zdeněk Bezděk. Motivaci popsal autor takto: „Chtěl jsem udělat něco zajímavého o tom, jak měřit čas v hospodě, který by se neměl měřit a vymyslet něco takového, aby si lidé rádi popili a zároveň se něčím pobavili.“ Instalace se připravovala několik let, několik let byl orloj vyráběn, nakonec byl instalován v roce 2013.
Současně s orlojem bylo propagováno a zapsáno do České databanky rekordů jako nejmenší muzeum v Česku i vlastivědné muzeum v šestiboké barokní kapli sv. Ludmily a Marty, tvořené čtyřmi banery o historii obce od pravěku po současnost a vitrinou s historickými předměty a jejich kopiemi.
Starosta Přední Kopaniny Milan Hofman uvedl, že se mu nápad líbí a že je to krásná věc. Tajemník úřadu městské části Petr Vokáč pro Novinky.cz popisoval expozici muzea.